# Kingdom Hearts
Kingdom Hearts (japanisch キングダムハーツ Kingudamu Hātsu; Akronym: KH) ist eine Action-Rollenspiel-Reihe, die unter der Leitung von Tetsuya Nomura aus einer Zusammenarbeit des Spieleentwicklers Square (nun Square Enix) mit Disney Interactive Studios entstand. Kingdom Hearts kombiniert Schauplätze und Figuren aus den verschiedenen Disney-Filmen in einer extra für die Serie entworfenen Parallelwelt. Ebenso tauchen Figuren aus den späteren Final-Fantasy-Spielen und aus The World Ends with You auf und interagieren mit dem Spieler und den Disney-Figuren. Die Spielserie handelt vom Protagonisten Sora, der sich auf die Suche nach seinen Freunden begibt und dabei mehr als nur eine Welt vor der drohenden Dunkelheit bewahren muss.
Die Reihe beinhaltet derzeit (Stand: Januar 2019) acht Hauptspiele, drei HD-Remakes und zwei weitere Spiele, die auf mehreren Spielkonsolen erschienen sind, während weitere Teile geplant sind. Die meisten Spiele der Reihe wurden von den Kritikern hochgelobt und waren kommerziell sehr erfolgreich. Bis März 2011 wurden weltweit über 17 Millionen Einheiten der Reihe verkauft. Eine Vielzahl von verwandten Merchandise-Artikeln wurde zusammen mit den Spielen veröffentlicht, darunter Soundtracks, Figuren, Lösungsbücher, Romane und eine Manga-Serie.

## Titel

### Hauptreihe
Kingdom Hearts
Der erste Teil der Serie erschien in Japan am 28. März 2002 für die PlayStation 2. Die Veröffentlichung in den Vereinigten Staaten und Europa erfolgte mit zusätzlichem Inhalt am 17. September und 15. November 2002. Das Spiel führt die Hauptfiguren der Serie ein und bildet die Rahmenhandlung, inklusive der dunklen Wesen, bekannt als die Herzlosen. Sie zeigt auch die Rollen der Disney-Figuren in der Serie sowie die Final-Fantasy-Figuren, die Cameo-Auftritte haben. Am 26. Dezember 2002 wurde in Japan unter dem Titel Kingdom Hearts Final Mix eine erweiterte Version des Spiels veröffentlicht. Final Mix enthält zusätzlich den Inhalt aus der nordamerikanischen Version und zusätzliche Feinde, Zwischensequenzen, und Waffen. In Europa und den Vereinigten Staaten erschien die Final-Mix-Version erstmals als Teil des ersten HD-Remakes.
Kingdom Hearts: Chain of Memories
Der zweite Teil der Serie ist eine direkte Fortsetzung zum ersten Spiel und wurde in Japan am 11. November 2004 für den Game Boy Advance veröffentlicht. In den Vereinigten Staaten und Europa erschien das Spiel am 7. Dezember 2004 und 6. Mai 2005. Chain of Memories dient als Bindeglied zwischen den beiden PlayStation-2-Spielen und führt Handlungselemente ein, die im nächsten Spiel aufgelöst werden. Das Kampfsystem hat sich zum ersten Spiel sehr verändert, so wird ein Echtzeit-Kartenspiel als Kampfsystem verwendet. Der Spieler stellt sich ein Deck aus verschiedenen Karten, die verschiedene Aktionen im Kampf erzeugen, wie Angriffe oder den Einsatz von Magie, zusammen. Es wurde unter dem Titel Kingdom Hearts Re: Chain of Memories als PlayStation-2-Spiel neu veröffentlicht und verwendet Polygon-Grafiken anstelle der Sprites des Originalspiels. Das Remake wurde in Japan als Zwei-CD-Paket zusammen mit Kingdom Hearts II Final Mix am 29. März 2007 und in den Vereinigten Staaten als Einzelspiel 2. Dezember 2008 veröffentlicht. In Europa erschien es erstmals als Teil des ersten HD-Remakes.
Kingdom Hearts II
Der dritte Teil der Serie spielt ein Jahr nach dem Ende von Chain of Memories und erschien in Japan am 22. Dezember 2005 für die PlayStation 2. Die Veröffentlichung in den Vereinigten Staaten und Europa erfolgte mit zusätzlichem Inhalt am 28. März und 29. September 2006. Das Gameplay ist ähnlich dem ersten Spiel, mit dem Hinzufügen der Aktionskommandos, spezielle Angriffe, die durch bestimmte Tasten ausgeführt werden. Ebenso wurden neben den Herzlosen eine neue Gegnerart, die Niemande, eingeführt. Ähnlich wie zum ersten Spiel wurde auch zu Kingdom Hearts II ein Remake mit dem zusätzlichen Inhalt aus der nordamerikanischen Version, wie zusätzliche Zwischensequenzen und Feinde, veröffentlicht. Kingdom Hearts II Final Mix erschien in Japan zusammen mit Kingdom Hearts Re: Chain of Memories als Zwei-CD-Paket am 29. März 2007. In Europa und den Vereinigten Staaten erschien die Final-Mix-Version erstmals als Teil des zweiten HD-Remakes.
Kingdom Hearts coded
Der vierte Teil der Serie beginnt gleich nach dem Ende von Kingdom Hearts II und wurde in Japan für Mobiltelefone von NTT DoCoMo veröffentlicht. Zunächst wurde am 18. November 2008 eine Vorinstallation zur Verfügung gestellt, bevor das eigentliche Spiel in acht Teile aufgeteilt zwischen dem 3. Juni 2009 und dem 28. Januar 2010 erschienen ist. In den Vereinigten Staaten und Europa wurde das Spiel nicht veröffentlicht. Das Gameplay beinhaltet ein Puzzlespiel vermischt mit Action-Elementen. Die Handlung spielt fast ausschließlich in einer Datenwelt, basierend auf den Eintragungen in Jiminy Grilles Tagebuch. Aufgrund dieser Umgebung sind die Hauptgegner in diesem Spiel Computerbugs. Unter dem Titel Kingdom Hearts Re:coded erschien in Japan am 7. Oktober 2010 ein Nintendo-DS-Remake des Spiels, das am 11. und 14. Januar 2011 auch in den USA und Europa veröffentlicht wurde.
Kingdom Hearts 358/2 Days
Der fünfte Teil der Serie spielt hauptsächlich zwischen Kingdom Hearts und Kingdom Hearts II und erschien am 30. Mai 2009 in Japan für den Nintendo DS. Die Veröffentlichung in den Vereinigten Staaten und Europa erfolgte am 29. September und 9. Oktober 2009. Anders als seine Vorgängerspiele ist nicht Sora die Hauptfigur, sondern Roxas. Das Spiel zeigt Roxas’ Zeit in der Organisation XIII, während er Aufgaben für diese erledigt, und seine Motive, die Organisation letztendlich zu verlassen. Auch das Gameplay hat sich verändert, so wird ein Tafelsystem für Fähigkeiten, Magien und Waffen verwendet. Das Spiel beinhaltet auch als erstes einen kooperativen Mehrspielermodus.
Kingdom Hearts Birth by Sleep 
Der sechste Teil der Serie ist ein Prequel, das zehn Jahre vor Kingdom Hearts spielt, und wurde in Japan am 9. Januar 2010 für die PlayStation Portable veröffentlicht. In den Vereinigten Staaten und Europa erschien das Spiel mit zusätzlichem Inhalt am 7. und 10. September 2010. Ähnlich wie bei 358/2 Days ist auch hier nicht Sora der Protagonist, sondern Terra, Aqua und Ventus, ein Trio von engen Freunden. Eine Besonderheit stellen die vier spielbaren Szenarien des Spiels dar, von denen drei sich jeweils auf einen der drei Protagonisten konzentrieren, während der vierte durch den Abschluss der ersten drei freigeschaltet wird. Birth by Sleep benutzt neben den aus Kingdom Hearts II bekannten Aktionskommandos, ein Kommandomenü, welches man mit speziellen Angriffen und Magien bestücken kann. Auch führt das Spiel eine neue Gegnerart, die Unversierten, ein. Unter dem Titel Kingdom Hearts Birth by Sleep Final Mix wurde in Japan am 20. Januar 2011 ein Remake mit dem zusätzlichen Inhalt aus der nordamerikanischen Version, als auch neuen Inhalten, wie ein zusätzliches fünftes Szenario, veröffentlicht. In Europa und den Vereinigten Staaten erschien die Final-Mix-Version erstmals als Teil des zweiten HD-Remakes.
Kingdom Hearts 3D: Dream Drop Distance
Der siebte Teil der Serie spielt nach Kingdom Hearts II und coded und erschien in Japan am 29. März 2012 für den Nintendo 3DS. Die Veröffentlichung in Europa und den Vereinigten Staaten erfolgte am 20. und 31. Juli 2012. Das Spiel handelt von Soras und Rikus Prüfung zum Schlüsselschwertmeister, in Erwartung der Rückkehr Xehanorts und deren anschließendem Konflikt mit Gegnern aus ihrer Vergangenheit. Neben einem ähnlichen Kampfsystem wie in Birth by Sleep, tauchen im Spiel sogenannte Traumfänger auf, die sowohl als Gegner als auch als Verbündete dienen können. Erstmals sind Sora und Riku steuerbar und es tauchen Figuren aus anderen Spielen als Final Fantasy auf. So interagiert der Spieler mit den Protagonisten aus The World Ends with You.
Kingdom Hearts III
Bereits 2010 wurde Kingdom Hearts III von Nomura erwähnt, der sich aber erst der Entwicklung von Final Fantasy Versus XIII widmete. Auf der E3 2013 wurde Versus XIII, nun als Final Fantasy XV bezeichnet, zusammen mit Kingdom Hearts III für die PlayStation 4 angekündigt. KH III erschien ebenfalls für die Xbox One. Die Veröffentlichung in Japan fand am 25. Januar und in den Vereinigten Staaten und Europa am 29. Januar 2019 statt.
Kingdom Hearts Melody of Memory
Kingdom Hearts Melody of Memory ist ein Musikspiel, in welches man durch die Erinnerungen Kairis tauchst, während man zum Rhythmus Gegner besiegst. Es ist das erste Kingdom-Hearts-Spiel, das nicht das typische System folgt. Es ist das erste Kingdom-Hearts-Spiel, welches auch auf der Nintendo Switch veröffentlicht wurde. Bevor das Spiel am 13. November 2020 veröffentlicht wurde, gab es schon eine Demo, welche am 15. Oktober 2020 veröffentlicht wurde.

### HD-Remasters
Kingdom Hearts HD 1.5 HD ReMIX
Mit Kingdom Hearts HD 1.5 ReMIX erschien in Japan am 14. März 2013 eine HD-Sammlung der Kingdom-Hearts-Reihe für die PlayStation 3. Die Sammlung enthält HD-Versionen von Kingdom Hearts Final Mix und Re: Chain of Memories sowie die Videosequenzen aus Kingdom Hearts 358/2 Days in High Definition. Neben der optischen Aufwertung sind auch kleinere Änderungen vorgenommen worden. So ist insbesondere die Kameraführung von Kingdom Hearts Final Mix überarbeitet worden. In den Vereinigten Staaten ist das Spiel am 10. und in Europa am 13. September 2013 erschienen.
Kingdom Hearts HD 2.5 HD ReMIX
Kingdom Hearts HD 2.5 HD ReMIX für die PlayStation 3 enthält die HD-Versionen von Kingdom Hearts II Final Mix und Kingdom Hearts Birth by Sleep Final Mix sowie die Videosequenzen aus Kingdom Hearts Re:coded in High Definition. In Japan erschien die Sammlung am 2. Oktober, in den Vereinigten Staaten am 2. Dezember und in Europa am 5. Dezember 2014.
Kingdom Hearts HD 2.8 Final Chapter Prologue
Im Rahmen der Sony-Pressekonferenz zur Tokyo Game Show 2015 wurde mit Kingdom Hearts HD 2.8 Final Chapter Prologue eine weitere Sammlung von Kingdom-Hearts-Spielen angekündigt. Diese Sammlung umfasst das HD-Remake von Kingdom Hearts 3D: Dream Drop Distance, Zwischensequenzen aus Kingdom Hearts: Chi, sowie eine neuentwickelte Episode mit dem Titel Kingdom Hearts 0.2 Birth By Sleep – A Fragmentary Passage. In Japan ist die Sammlung am 12. Januar, in den Vereinigten Staaten und in Europa jeweils am 24. Januar 2017 für die PlayStation 4 erschienen.

### Weitere Spiele
Neben der Hauptreihe sind zwei weitere Kingdom-Hearts-Spiele erschienen, die außer den vorkommenden Figuren jedoch keinen direkten Bezug zur eigentlichen Reihe haben.
Ein Kingdom-Hearts-Spiel wurde exklusive für die V Cast, Verizon Wireless’ Breitband-Service, entwickelt und am 1. Oktober 2004 in Japan und am 4. Februar 2005 in den Vereinigten Staaten veröffentlicht. Es war eines der ersten Spiele für die V Cast. Das Spiel, entwickelt von Superscape und von Disney Mobile vertrieben ohne die Beteiligung von Square Enix, bietet ein ähnliches Gameplay wie das erste Kingdom-Hearts‚-Spiel, jedoch leicht für die Eingabemethode bei Mobiltelefonen verändert. Die Geschichte des Spiels handelt von Sora, wie er sich aus einem Alptraum, verursacht durch Malefiz’ Magie, freikämpft.
Kingdom Hearts Mobile ist ein Social Network Game, in dem Spieler zusammen Minispiele spielen können. Anders als das Kingdom-Hearts-Spiel für die V Cast und Kingdom Hearts coded besitzt dieses Spiel keine Handlung, stattdessen konzentriert es sich mehr auf die Sozialisation unter den Spielern. Der Dienst arbeitet in Verbindung mit Kingdom Hearts coded, so erhält der Spieler jeweils eine neue Spielfigur, nachdem er eine Episode von Kingdom Hearts coded beendet hat. Kingdom Hearts bezogenen Artikel wie Hintergrundbilder, Klingeltöne, Grafiken und andere Objekte können über den Dienst für Mobiltelefone gekauft und heruntergeladen werden.

## Handlung
Das erste Spiel, Kingdom Hearts, zeigt wie Sora von seinen Freunden Riku und Kairi getrennt wird, als ihre Welt, die Inseln des Schicksals, von schattenhaften Wesen, bekannt als die Herzlosen, angegriffen wird. Während des Angriffes erhält Sora eine Waffe, die das Schlüsselschwert genannt wird, mit der er gegen die Herzlosen kämpfen kann. Schon bald darauf, findet er sich in einer anderen Welt, der Stadt Traverse, wieder, wo er auf Donald Duck und Goofy trifft, zwei Abgesandte aus dem Schloss Disney, die von König Micky auf die Suche nach dem Träger des Schlüsselschwertes geschickt wurden. Die drei schließen sich zusammen und reisen zu verschiedenen Disney-Welten, verschließen dabei die Herzen der Welten und verhindern so weitere Invasionen der Herzlosen. Auf ihrem Weg begegnen sie einer Gruppe von Disney-Bösewichten angeführt von Malefiz. Diese Gruppe kontrolliert die Herzlosen, um sieben Jungfrauen, besser bekannt als die Prinzessinnen der Herzen (Alice, Schneewittchen, Jasmine, Belle, Cinderella, Aurora und Kairi) aufzuspüren und mit ihrer Macht die Tür zu Kingdom Hearts zu öffnen, um Herr über alle Welten zu werden. Obwohl sie Malefiz schließlich besiegen, erfahren die drei, dass ein Mann namens Ansem Malefiz ausgenutzt hat und die ewige Dunkelheit durch das Öffnen von Kingdom Hearts selbst erreichen möchte. Sora, Donald und Goofy besiegen Ansem am Ende der Welt und verschließen die Tür zu Kingdom Hearts mit der Hilfe von Riku und König Micky, die beide auf der anderen Seite der Tür zurückbleiben.
In Kingdom Hearts: Chain of Memories begeben sich Sora, Donald und Goofy auf die Suche nach Riku und König Micky. Sie erreichen eine Festung namens Schloss des Entfallens, wo sie auf Mitglieder einer mysteriösen Gruppe namens Organisation XIII stoßen, die aus nicht existierenden Wesen, sogenannte Niemande, bestehen. Während ihres Aufenthaltes im Schloss werden die Erinnerungen der drei von einem Mädchen namens Naminé manipuliert, die von der Organisation dazu gezwungen wird. Nach dem Sieg über die Organisationsmitglieder, die über das Schloss gewacht haben, werden die drei durch Naminé für ein Jahr in einen Schlaf versetzt, damit sie ihre Erinnerungen wiedererlangen können, auch wenn sie dadurch ihre Erinnerungen an die Erfahrungen im Schloss des Entfallens verlieren müssen. Inzwischen taucht Riku im Keller des Schlosses auf und beginnt mit der Hilfe von König Micky in den ersten Stock zu gelangen. Riku kämpft dabei sowohl gegen die Mitglieder der Organisation XIII als auch gegen die eigene Dunkelheit in seinem Herzen und muss dabei lernen seine doppelte Natur zwischen Licht und Dunkelheit zu akzeptieren. Verbündet mit DiZ, hilft Riku ihm Sora und Naminé zu beschützen, bis Sora erwacht ist. Doch in Kingdom Hearts 358/2 Days zwingt ein Haken in dem Plan Riku dazu Roxas, das dreizehnte Mitglied der Organisation und Soras Niemand einzufangen, nachdem dieser zuvor Xion, die künstliche Replik von Sora, besiegt hatte. Schließlich erfolgt, durch die Wiedervereinigung von Roxas und Sora, Soras Erwachen.
In Kingdom Hearts II wachen Sora, Donald und Goofy aus ihrem Schlaf auf und begeben sich wieder auf die Suche nach Riku und König Micky. Durch Yen Sid erfahren sie von einer weiteren Gefahr, den Niemanden, und machen erneut Bekanntschaft mit der Organisation XIII. So begibt sich Sora abermals auf eine Reise durch viele Disney-Welten und beseitigt dabei die Probleme, die durch die Herzlosen und Niemande sowie durch Karlo, Malefiz’ Komplizen, verursacht wurden. Sie treffen schließlich König Micky, der ihnen erläutert, dass der „Ansem“ den Sora in Kingdom Hearts besiegt hat, eigentlich der Herzlose eines jungen Mannes namens Xehanort – einem Schüler des echten Ansem – war. Sie erfahren außerdem das Xehanorts Niemand Xemnas der Anführer der Organisation XIII ist. Der Plan der Organisation wird ebenfalls bekannt: Sie ersuchen die Macht von Kingdom Hearts, die Summe aller Herzen, die Sora durch die Zerstörung der Herzlosen mit seinem Schlüsselschwert freisetzt, um mit ihm ihre verlorenen Herzen wiederzuerlangen. Die drei erreichen mithilfe von Axel, einem früheren Mitglied der Organisation und Roxas’ Freund, die Welt die niemals war (das Hauptquartier der Organisation XIII) und verbünden sich dort mit ihren Freunden Riku, Kairi und König Micky. Ansem der Weise, auch DiZ genannt, versucht unterdessen mithilfe eines Geräts Kingdom Hearts in Daten zu verwandeln. Eine Überlastung des Systems bewirkt allerdings, dass sich das Gerät selbst zerstört und Ansem dabei ins Reich der Dunkelheit zieht. Auf dem Weg zur Spitze des Schlosses besiegen Sora und seine Freunde die restlichen Mitglieder der Organisation, ehe sie sich ganz oben dem Anführer Xemnas stellen. Dieser bezieht seine Macht aus dem Rest von Kingdom Hearts und muss in verschiedenen Formen bekämpft werden. Nachdem Sora und Riku Xemnas endgültig besiegt haben, gelangen die beiden in das Reich der Dunkelheit. Dort öffnet sich durch einen Brief von Kairi eine Tür zum Licht, wodurch die beiden zu ihren Freunden wieder nach Hause zurückkehren.
Ein weiteres Jahr später erhalten Sora, Riku und Kairi eine Nachricht von König Micky, in der Micky detailliert beschreibt, wie sie zu Schlüsselschwertträgern wurden, dass Naminé durch die Neuzusammensetzung von Soras Erinnerungen davon wusste und wie König Micky in Kingdom Hearts coded durch Naminés Eintrag in Jiminy Grilles Tagebuch davon erfuhr. Durch die Nachricht erfahren Sora, Riku und Kairi außerdem von den Schicksalen der drei Schlüsselschwertträgern Ventus, Terra und Aqua, die während der Ereignisse von Kingdom Hearts Birth by Sleep vorgestellt wurden. Die drei stellten sich dem Plan von Meister Xehanort (der wahre Xehanort und ein alter Schlüsselschwertmeister), die legendäre χ-Klinge neuzuschmieden, entgegen. Terras Körper wurde zu einem neuen Gefäß von Xehanort, dessen Herz später durch seine eigenen Experimente zu „Ansem“ und dessen Körper zu Xemnas wurde. Ventus, dessen Herz nach dem Sieg über seinen bösen Doppelgänger Vanitas beschädigt wurde und seitdem innerhalb von Soras Herz verweilt, während sich sein Körper im Koma liegend versteckt im Schloss des Entfallens befindet. Aqua, die gerade erst zu einer Schlüsselschwertmeisterin ernannt wurde, opferte sich selbst für die Rettung von Terra und befindet sich seitdem im Reich der Dunkelheit. König Micky stellt auch fest, dass die Zerstörung von „Ansem“ und Xemnas zur unweigerlichen Wiederauferstehung von Meister Xehanort führt. Zur Bekämpfung der neuen Bedrohungen Xehanorts, absolvieren Sora und Riku bei Yen Sid eine Prüfung, um das Zeugnis der Meisterschaft zu erhalten, was es ihnen ermöglicht, selber Schlüsselschwertmeister zu werden.
Während der Prüfung in Kingdom Hearts 3D: Dream Drop Distance betreten Sora und Riku das Reich des Schlafes, wo sie eine junge Version von Xehanort mit der Fähigkeit durch die Zeit zu reisen antreffen. Bei diesen Aufeinandertreffen erfahren Sora und Riku den wahren Plan von Xehanort: Er wollte dreizehn Kopien von sich selbst erschaffen und jeweils ein kleines Stück seines eigenen Herzens auf diese aufteilen. Dadurch würde sein dunkles Herz die Kontrolle über die dreizehn „Hüllen“ übernehmen und sie gegen die sieben Herzen des Lichts in einen finalen Kampf führen, um die χ-Klinge erneut zu erschaffen. Obgleich die Organisation XIII besiegt wurde, erwartete Xehanort es und gab seinem jüngeren Selbst die Fähigkeit durch die Zeit zu reisen. Mit dieser Fähigkeit brachte der junge Xehanort „Ansem“, Xemnas, Xigbar, Saix und die anderen Versionen von Xehanort zusammen, um die wahre Organisation XIII, die dreizehn Sucher der Dunkelheit, zu bilden. Obgleich Sora fast davor ist zu Xehanorts dreizehnten „Hülle“ zu werden, kommt Lea, Axels Jemand, unerwartet zur Hilfe und rettet ihn. Da Sora aber weiterhin in einem Alptraum von Xehanort gefangen ist, dringt Riku in seinen Traum ein, wobei er auf Roxas, Ventus und Xion trifft. Ebenfalls in Soras Traum erscheint eine digitale Kopie von Ansem und enthüllt, die Daten, die er in Sora versteckt hat, und wie Riku in der Lage sein wird, sowohl diejenigen, die verloren sind als auch diejenigen, die für immer verloren glaubten, zu retten. Am Ende der Prüfung wird nur Riku zum Schlüsselschwertmeister ernannt, während Sora weiterhin trainiert. In der Zwischenzeit ließ die Befürchtung, die sieben Prinzessinnen der Herzen würden in den Konflikt gezogen werden, keine andere Wahl, als die sieben Hüter des Lichts aus jedem verfügbaren Schlüsselschwertträger zu bilden, um die dreizehn Sucher der Dunkelheit in der kommenden finalen Schlacht zu bekämpfen.
In Kingdom Hearts III muss Sora viel von seiner Stärke wiedergewinnen, die er durch den Übernahmeversuch Xehanorts im vorherigen Teil teilweise verloren hatte. Währenddessen laufen die Ereignisse schrittweise auf einen zweiten Schlüsselschwertkrieg hinaus. Riku und Micky gelingt es mit Soras Hilfe, Aqua aus dem Reich der Dunkelheit zu retten, nachdem sie sehr viel Zeit darin verbracht hatte und beinahe vollständig von der Dunkelheit übernommen wurde. Aqua wiederum macht die Transformation des Land des Aufbruchs zum Schloss des Entfallens rückgängig, die sie einst selbst zum Schutz von Ventus' Körper hervorgerufen hatte, befreit Ventus' Körper und vereint ihn mit Soras Hilfe wieder mit seinem Herz. Somit sind die sieben Hüter des Lichts nun vollständig: Riku, Micky und Aqua als Schlüsselschwertmeister, Sora selbst, Ventus und Lea sowie Kairi, die als einzige sowohl eine Prinzessin der Herzen als auch ein Schlüsselschwertträgerin ist. Schlussendlich kommt es auf dem Schlüsselschwertfriedhof, auf dem auch bereits der letzte Schlüsselschwertkrieg stattfand, zum Showdown. Die Hüter des Lichts werden gleich mehrfach getrennt, einmal durch eine Attacke von Herzlosen in Form eines riesigen dunklen Schwarms, einmal durch ein gewaltiges, von Xehanort mit Magie erschaffenes Steinlabyrinth. Sie können sich jedoch behaupten und die meisten Mitglieder der dreizehn Sucher der Dunkelheit vernichten, wobei Sora eine zentrale Rolle spielt. Terra gelingt es die Kontrolle über seinen Körper wiederzuerlangen, der lange Zeit von Xehanort benutzt worden war, und sogar Xion und Roxas erhalten neue Körper. Nichtsdestotrotz gelingt es Meister Xehanort die χ-Klinge neu zu erschaffen. Schlussendlich benutzen Sora, Donald und Goofy Xehanort als eine Art lebendes Zeitportal, um ihn in seiner alten Ausbildungsstätte Scala ad Caelum ein für alle Mal zu besiegen. Der Sieg markiert das Ende eines 9 Videospiele umfassenden Handlungsbogens, darunter die drei Hauptspiele, namens "Dark Seeker Saga" mit Meister Xehanort in seinen verschiedenen Versionen als zentralem Antagonisten. Es werden jedoch nicht alle Handlungsstränge aufgelöst: Zwar gelingt es Sora noch Kairi zu retten, deren Körper zwischenzeitlich zerstört worden war, er benutzt aber dabei die mysteriöse "Kraft des Erwachens" einmal zu oft und verschwindet selbst. Auch stellt sich die Identität von Braig/Xigbar, einem der Sucher der Dunkelheit, als Fälschung heraus, er ist in Wahrheit ein Mann namens Luxu und ein uralter Schlüsselschwertmeister mit unklaren Absichten.

## Typische Elemente der Serie

### Gameplay
Der Spieler steuert die Figur Sora durch dreidimensional konstruierte Level, in denen es gelegentlich Jump-’n’-Run-Passagen zu überwinden gilt. In Kämpfen werden dessen Begleiter vom Spiel übernommen und lassen sich lediglich einen generellen Stil vorgeben, der beispielsweise die Verwendung von kämpferischen Ressourcen vorgibt. Kämpfe selbst werden nicht wie bei etwa Final Fantasy rundenbasiert geführt, noch werden die Ziele mit einem Cursor zum Angriff markiert. Stattdessen ist die eigene Spielfigur auch in Kämpfen frei steuerbar und schlägt auf Knopfdruck mit dem Schwert zu oder wirkt über ein Menü Angriffs- oder Regenerations-Zauber – manche dieser Zauber beschwören auch Disney-Figuren wie beispielsweise Dumbo oder Bambi, die dann einen Kampf-beeinflussenden Effekt ausüben. Der Spieler kann das Bild dabei auf einen seiner Figur nächsten Gegner fixieren. Diese Fokussierung wechselt automatisch auf den jeweils nächsten Gegner. In jedem Spielabschnitt taucht nach dem Sieg über alle Gegner (von denen meist mehrere Wellen nacheinander angreifen) eine spezielle Belohnung, wie etwa eine neue Kampffertigkeit, auf, oder neue Ausrüstungsgegenstände für Mitglieder der eigenen Truppe, die bestimmte kämpferische Attribute des Trägers erhöhen können.
Wie die meisten Rollenspiele verfügt auch Kingdom Hearts über ein Levelsystem: Sora und seine Begleiter erhalten für jeden besiegten Gegner sogenannte Erfahrungspunkte, die bei festgelegten Meilensteinen die Stufe eines Charakters erhöhen. Für das Spiel bedeutet dies effektiv, dass die entsprechende Spielfigur stärkere Angriffe austeilt und durch eingesteckte Attacken weniger geschwächt wird.
Wenn man die Aufgaben einer Welt gelöst hat, kommt man wieder in das „Universum“, in dem alle Welten verzeichnet sind. Dort kann man sich eine der Welten aussuchen und zu ihr reisen. Um zwischen den einzelnen Disney-Welten zu reisen, benutzen Sora und seine Gefährten ein mit Feuerwaffen ausgerüstetes Luftschiff, was spielerisch in einem dreidimensionalen Shoot-’em-up-Abschnitt ähnlich den Star-Fox-Spielen resultiert.

### Welten
Im Kingdom-Hearts-Universum ist das Reisen zwischen den Welten normalerweise nicht möglich. Die Welten werden durch eine unsichtbare Hülle von außerirdischen Störungen geschützt. Wenn das Herz einer Welt offen ist, bricht die Hülle auseinander, was wie ein Meteoritenschauer erscheint. Fragmente der Hülle, werden als „Gummisteine“ bezeichnet, und können dazu verwendet werden, um Raumschiffe, auch „Gummischiffe“ oder „Gummi-Jet“ genannt, zu bauen, die als wichtigste Art des Reisens zwischen den verschiedenen Welten dienen. Gummischiffe können in jede beliebige Struktur geformt werden, und der Ursprung des Materials erlaubt Gummischiffen die Reise zu anderen Welten. Die Gummisteine können für verschiedene Funktionen verwendet werden, von der Navigation zur Offensive und Defensive. Eine andere Möglichkeit zwischen den Welten zu reisen, stellen die „Korridore der Dunkelheit“ – interdimensionale Wege, bei denen die Herzen der Reisenden durch häufiges Reisen schließlich mit der Finsternis erodiert – dar. Diese Wege werden normalerweise von den Herzlosen und den Niemanden benutzt, wurden allerdings auch durch andere Figuren, darunter Riku und König Micky, verwendet.
Denjenigen, die zwischen den Welten reisen, wird geraten, ihre Interaktionen mit den Bewohnern fremder Welten auf ein Minimum zu begrenzen, um die Weltordnung aufrechtzuerhalten. Aus diesem Grund verändert sich das Aussehen der Hauptfiguren in bestimmten Welten, um nicht zu sehr aufzufallen. In den Welten, die auf Arielle, die Meerjungfrau und Nightmare Before Christmas basieren, werden Sora, Donald und Goofy automatisch in Unterwasserwesen und Halloween-Monster verwandelt. Für die auf Der König der Löwen basierenden Welt, werden die drei zu Tieren (oder, im Fall von Donald und Goofy, zu weniger menschlichen Formen), da Nomura das Gefühl hat, dass es seltsam erscheint, wenn Sora und die anderen in ihren menschlichen Formen interagieren würde, obwohl in diesem Film eigentlich keine Menschen auftauchen.

#### Disney-Welten
Die Mehrheit der Welten, die in den Spielen auftauchen, basieren auf Disney-Filmen. Die meisten dieser Welten, wie das Wunderland, das Land der Drachen und der Tiefe Dschungel, folgen einer gekürzten Version der jeweiligen Filmhandlung. Agrabah beinhaltet insbesondere die ersten beiden Aladdin-Filme in Kingdom Hearts und Kingdom Hearts II, während Atlantica und Halloween Town die Filme nur im zweiten Spiel widerspiegeln, mit einer unabhängigen Handlung im ersten Spiel. Auf der anderen Seite konzentrieren sich Welten wie Monstro und Nimmerland stark auf die Haupthandlung des Spiels, wobei die letztere auf das Piratenschiff von Captain Hook begrenzt ist, wo Riku Sora offenbart, dass Kairi ihr Herz verloren hat. Die Schöne und das Biest ist ein interessanter Fall, denn das Biest taucht im ersten Kingdom-Hearts-Spiel auf, um Sora zu unterstützen, als dieser eine Zeit lang sein Schlüsselschwert verliert. Nachdem das Schloss des Biestes am Ende des Spiels wiederhergestellt ist, wird das Biest in Kingdom Hearts II eine Schachfigur im Plan der Organisation XIII.
Während der Entwicklung von Kingdom Hearts II, hatte Nomura, aufgrund der Fortschritte in der Technologie, mehr kreative Freiheiten. Port Royal, Space Paranoids und das Geweihte Land haben insbesondere von diesen Fortschritten profitiert. Für Port Royal und Space Paranoids wurden die Figuren-Modelle mit einem neuen Programm aus Live-Action-Bildern erzeugt. Nomura wollte bereits im ersten Kingdom-Hearts-Spiel eine Welt, die auf dem Film Der König der Löwen basiert, konnte dies aber nicht realisieren, da die Engine keine richtigen vierbeinigen Figuren-Modelle erzeugen konnte, eine Eigenschaft, die für Kingdom Hearts II behoben wurde. Eine Zwischenwelt des Schloss Disney ist Fluss der Nostalgie, sie soll die „Vergangenheit“ des Schlosses, kurz bevor es gebaut wurde, zeigen. Die Welt ist komplett in Schwarz-weiß gehalten; Nomura hatte es vom Beginn der Entwicklung so geplant. In ihr wird auch absichtlich eine schlechte Klangqualität benutzt, um die alten Cartoons zu imitieren. Das Design von Sora wurde im Stil der frühen Cartoons vereinfacht, während Donald und Goofy auf ihren Ursprungsformen aus den Disney-Cartoons zurückgreifen. In Kingdom Hearts 3D: Dream Drop Distance dient das Land der Musketiere als Grundlage für den Film, Micky, Donald, Goofy – Die drei Musketiere. Bemerkenswert ist, dass es die erste Welt in der Kingdom-Hearts-Serie ist, die von einer Direct-to-Video-Produktion abstammt, anstelle eines abendfüllenden Zeichentrickfilmes der Walt-Disney-Studios.
Neben den Gumi-Jet-Minispielen verfügen bestimmte Welten auch über Minispiele. Der Hundertmorgenwald besteht in allen drei Spielen ausschließlich aus Minispielen, basierend auf den klassischen Pu-der-Bär-Geschichten, wobei Sora die Rolle von Christopher Robins übernimmt. Die Arena des Olymp dient in der gesamten Spielserie größtenteils als optionale Kampfwelt, in der Turniere ausgetragen werden. Aufgrund von Hades’ Popularität wurde in Kingdom Hearts II die Unterwelt hinzugefügt, wo Hades seine eigenen Turniere veranstaltet. Ebenso ist die Mirage Arena aus Birth by Sleep eine Mischung aus dem Hundertmorgenwald und der Arena des Olymps mit vielen optionalen Minispielen. Während Atlantica in Kingdom Hearts eine Welt ist wie die anderen auch, wenn auch mit einem speziellen „Unterwasser“-Steuerungssystem, so besteht sie in Kingdom Hearts II aus einem interaktiven Rhythmus-Spiel und völlig unabhängig von der gesamten Geschichte des Spiels. Schließlich verfügt Space Paranoids über ein Lichtrenner-Minispiel, das allerdings stark von dem aus dem Originalfilm abweicht. In Birth by Sleep und Dream Drop Distance wurden weitere neue Disney-Welten in die Spielserie eingebracht, darunter der Palast der Träume, das Verwunschene Reich, der Zwergenwald, der Tiefe Weltraum, La Cité des Cloches, das Paradies der bösen Buben, die Simsalabim-Sinfonie und das Raster.

#### Originalwelten
Die Welten, die speziell für die Spielreihe entwickelt wurden, bewohnen in der Regel Original- und Final-Fantasy-Figuren und sie dienen auch als wichtige Hauptschauplätze in der übergreifenden Handlung der Kingdom-Hearts-Reihe. Die erste Welt in jedem Spiel dient als Tutorial, in dem neue Gameplay-Elemente vorgestellt und die Handlung des Spiels aufgegriffen wird. Die Inseln des Schicksals, die Heimatwelt der drei Hauptfiguren Sora, Riku und Kairi, dient in dieser Funktion zu Beginn des ersten Spiels und Kingdom Hearts Re:coded. Die nächste verfügbare Welt dient als Knotenpunkt, wohin der Spieler mehrmals während des Spiels zurückkehrt, um die Haupthandlung weiterzuführen. Traverse Town, eine Welt entstanden aus den Überresten der Welten, die durch die Herzlosen zerstört wurden, erfüllt diese Rolle in Kingdom Hearts, wird aber in Kingdom Hearts: Chain of Memories zur Einführungswelt. Die vorletzte Welt in jedem Spiel beendet viele Handlungsstränge in Vorbereitung für die letzte Welt. Hollow Bastion nimmt diesen Platz in Kingdom Hearts ein, in Kingdom Hearts II ist sie der Knotenpunkt. Twilight Town ist in Kingdom Hearts II sowohl die Einführungswelt als auch die vorletzte Welt, mit einem geheimen Durchgang zur finalen Welt des Spiels. Die finale Welt gipfelt in einem Kampf mit dem Hauptgegner des Spiels. Das Ende der Welt, erschaffen aus den Welten, die ihr Herz an die Herzlosen verloren, und die Welt die niemals war sind die jeweils letzten Welten von Kingdom Hearts und Kingdom Hearts II. Kingdom Hearts: Birth by Sleep unterscheidet sich in diesem Konzept jedoch geringfügig. In ihrem Fall dient das Land des Aufbruchs als Einführungswelt, Knotenpunkt und wo die Handlungsstränge beendet werden. Die finale Welt im Spiel ist der Schlüsselschwertfriedhof, wo jede der drei Hauptfiguren ihre letzte Schlacht austrägt.
Hollow Bastion spielt in der Hintergrundgeschichte der Spielreihe eine zentrale Rolle, so ist sie die Heimatwelt der Mehrheit der Final-Fantasy-Figuren, die in Kingdom Hearts auftauchen, sowie die ursprüngliche Heimat von Ansem dem Weisen, damals aber noch als Radiant Garden bekannt, und Kairi, die durch ein Experiment von Ansems Lehrling, Xehanort, auf die Inseln des Schicksals gesendet wurde. Ansem und sechs seiner Lehrlinge, einschließlich Xehanort, studierten die Dunkelheit in den Herzen der Menschen. Seine Lehrlinge führten diese gefährliche Forschung ohne seine Erlaubnis fort, wodurch die Welt in Dunkelheit getaucht wurde. Das verlassene Schloss wurde später von Malefiz als Hauptquartier benutzt. Das Schloss des Entfallens, ein weiteres Versteck von Bösewichtern und der Hauptschauplatz von Kingdom Hearts: Chain of Memories, besteht aus mehreren Etagen, die zu Rekonstruktionen von anderen Welten mit Hilfe von speziellen Karten führen. Schließlich hat die Organisation XIII in der Welt die niemals war, eine zwischen Licht und Dunkelheit gelegenen Welt, die außerdem Kingdom Hearts beheimatet, ihren Hauptsitz.

### Gegner
Bisher gibt es in der Kingdom-Hearts-Spielreihe fünf verschiedene Gegnertypen, die sich wiederum in zahlreiche Unterarten unterteilen lassen. Im Spiel selber werden diese Gegner im Tagebuch detailliert aufgeführt. Auch sind bisher in jedem Spiel neue Unterarten oder ganz neue Gegnertypen dazugekommen.

#### Herzlose und Niemande
Die Herzlosen (japanisch ハートレス Hātoresu; englisch Heartless) sind Wesen aus Dunkelheit, ohne Körper und Seele. Der Name „Herzlose“ entstammt ihrem gefühlslosen Verhalten. Ursprünglich waren sie alle „reine Herzlose“ (auch „Reinblüter“ genannt), schwarze Kreaturen, die aus reiner Dunkelheit geboren wurden und in der Regel nur im Reich der Dunkelheit existieren. Allerdings gelangten durch die Experimente von Ansem dem Weisen und seinem Lehrling auch scheinbar Herzlose unbeabsichtigt in das Reich des Lichts.
Während der Erforschung dieser reinen Herzlosen, ersannten Xehanort und Ansems andere Auszubildenden die Mittel, um die künstlichen „Emblem Herzlose“ durch die Veränderung von lebenden Herzen zu erschaffen. Im Gegensatz zu den reinen Herzlosen, die sich in schwarzen Rauch auflösen, wenn sie besiegt werden, setzen Emblem Herzlose Herzen frei. Bis das Schlüsselschwert dazu verwendet wurde, die Herzlosen zu besiegen, verschwanden die gestohlenen Herzen im Reich der Dunkelheit, wo sie zu neuen Herzlosen wurden. Normalerweise reagieren die Herzlosen geistlos und auf Instinkt, gehorchen aber solchen mit starkem Willen. Doch, je näher man am Reich der Dunkelheit ist, desto stärker und unkontrollierbar werden die Herzlosen. Die Herzlosen benutzen auf ihrem Weg von Welt zu Welt Korridore der Dunkelheit, unberechenbare Pfade, die die vielen Welten miteinander verbinden.
Wenn Herzlose geboren werden, kann der Körper und die Seele der Menschen mit einem starken Herzen, zu einer anderen Art von Wesen, den Niemanden (japanisch ノーバディ Nōbadi; englisch Nobody), werden. Sie besitzen keine Herzen und irren zwischen Licht und Dunkelheit umher. Sie sind sozusagen „Nichts“, existieren aber immer noch innerhalb des Kingdom-Hearts-Universums. Im Gegensatz zu den Herzlosen, sind die Niemande in der Lage, mit bestimmter Planung anzugreifen. Die Mitglieder der Organisation XIII, eine Gruppe von Niemanden, behielten ihre menschliche Gestalt, da sie als Menschen starke Herzen besessen haben und sich dadurch an ihre ursprüngliche Existenz erinnern. Wenn ihnen die Erinnerungen jedoch fehlen, wie zum Beispiel bei schwächeren Niemanden, nehmen sie missgebildete, unmenschliche Formen an. Die meisten Mitglieder der Organisation können eine Art von Niemanden kontrollieren, die einen ähnlichen Kampfstil benutzen wie sie selbst.
Ähnlich wie die „Emblem Herzlose“ haben die Organisation XIII und die Niemande ein Abzeichen – ein verkehrt herum stehendes unvollständiges Herz – das entworfen wurde, um wie ein zersplittertes Herz als Ergänzung zu dem Abzeichen der Herzlosen auszusehen. Doch bei einer Niederlage verschwindet ein Niemand im „Nichts“, bis sein Herzlosengegenstück mit dem gefangenen Herzen zerstört wird, sodass die beiden Teile wieder zum ursprünglichen Wesen werden. Doch obwohl viele Niemande als emotionslose Wesen geboren werden, können sie schließlich im Laufe der Zeit ein Herz entwickeln und so wieder zu kompletten Wesen werden.
Das Herzlosenemblem scheint auf dem Schlüsselschwertanhänger der χ-Klinge zu basieren, während das Emblem der Niemande auf dem Zeugnis der Meisterschaft (das Emblem, das Eraqus, Terra, Aqua und Ventus tragen) beruht.

#### Bugs
Die Bugs sind die Hauptgegner in Kingdom Hearts coded und Re:coded. Diese Bugs erscheinen, nachdem der Inhalt von Jiminy Grilles Tagebuch digitalisiert wurde. Dabei beschädigten sie die Daten, als unbeabsichtigte Nebenwirkung von Naminés hinterlassenen Nachricht im Tagebuch für Sora und seine Freunde. Sie nehmen in erster Linie die Form von Block-Bugs (japanisch バグブロックス Bagu Burokkusu, englisch Bug Blox), Würfel, die der Protagonist, eine virtuelle Nachbildung von Sora namens Data-Sora, zerstören oder als Plattformen verwenden kann. Es gibt verschiedene Arten von Block-Bugs, die häufigste, zerbrechlichen Art sind die schwarz-roten Blöcke. Andere Bugs nehmen das Aussehen der Herzlosen, die Sora in Kingdom Hearts besiegt hat, an.
Der ursprüngliche Bug, verantwortlich für die Beschädigung der Tagebuchdaten, hat die Form von Soras Herzlosen und zeigt Empfindungsfähigkeit, als es alle Daten im Tagebuch zu löschen versucht. Zwar ist seine einfachste Form die schwache „Schatten“-Art der Herzlosen, jedoch wird er immer stärker bis an den Punkt, wo er die Form eines völlig schwarzen Soras mit gelben Augen annimmt. Die Bugs verschwinden, nachdem Daten-Sora den ursprünglichen Bug zerstört hat und setzt so die gesamte Datenlandschaft wie sie ursprünglich war.

#### Unversierte
Die Unversierten (japanisch アンヴァース Anvāsu, englisch Unversed) sind Wesen, die in Kingdom Hearts Birth by Sleep erscheinen, ähnlich den Herzlosen und den Niemanden in den Vorgängerspielen. Aus Vanitas heraus entstanden und sich von den negativen Emotionen der Menschen ernährend, werden die Unversierten von Meister Xehanort als Grundlage seines Masterplans, die ultimative Macht der Dunkelheit zu erlangen, verwendet. Nachdem sich Vanitas wieder mit Ventus vereinigt, ruhen die Unversierten zunächst und werden anschließend innerhalb von Ventus Unterbewusstsein zerstört.

#### Traumfänger
Die Traumfänger (japanisch ドリームイーター Dorīmu Ītā, englisch Dream Eaters) sind die Hauptgegner in Kingdom Hearts 3D: Dream Drop Distance. Genauso wie die Herzlosen, sind sie Wesen aus Dunkelheit und verpflichtet nach den Schlüssellöchern der Welten zu suchen. Jedoch im Gegensatz zu den Herzlosen, stammen die Traumfänger aus der Dunkelheit der Welten, die in einem Zustand von „Tiefschlaf“ sind und von den anderen Welten getrennt sind. Obgleich sich die Traumfänger in der Regel als „Alpträume“ – Kreaturen, die gute Träume verschlingen und schlechte erzeugen – manifestieren, gibt es auch „Geister“, die das Gegenteil tun und Alpträume zerstören und als Soras und Rikus Partnern funktionieren. Die Traumfänger nehmen die Form von Tieren oder Blumen an, mit der Intelligenz einer Katze, eines Hundes oder einem anderen Haustier.
Albträume können auch die Kontrolle über Personen und andere Gegenstände, wie Ventus’ Anti-Schwarzmantelalbtraum, als er Sora schützen wollte, und verwenden Fähigkeiten oder Waffen, die die Besessenen besitzen. Normalerweise können sie nur in Welten existieren, die im Reich der Träume gefangen sind, aber sie können sich den Zugang zum Reich des Lichts auch durch einen Schlüsselschwertträger öffnen lassen und so ihr Heimatreich verlassen.

## Audio

### Musik
Die Musik zu den Spielen stammt von Yoko Shimomura. Zudem singt Hikaru Utada jeweils das Titellied zu den bisher erschienenen Kingdom-Hearts-Spielen. Sie nahm das Lied jeweils für den Vorspann und eine abgeänderte Version für den Abspann sowohl auf Japanisch als auch auf Englisch auf.
Die Lieder sind Hikari (光) und Passion in den originalen japanischen Versionen und Simple and Clean und Sanctuary in westlichen Versionen.

### Synchronisation
Die Synchronisation der japanischen und englischen Kingdom-Hearts-Spiele übernehmen bekannte Schauspieler und Synchronsprecher. In der japanischen Version wird Sora von Miyu Irino, Kairi von Risa Uchida und Riku von Mamoru Miyano gesprochen. Für die späteren Spiele übernahm Iku Nakahara den Part von Naminé, Genzō Wakayama den von DiZ, Kōki Uchiyama den von Roxas und Ventus, Megumi Toyoguchi den von Aqua und Ryōtarō Okiayu den von Terra. Weitere nennenswerte Synchronsprecher sind Hideo Ishikawa, Maaya Sakamoto, Takahiro Sakurai, Akio Ōtsuka, Takashi Aoyagi, Yū Shimaka und Shin’ichirō Miki.
Die englische Version der Kingdom-Hearts-Spiele beinhaltet eine Starbesetzung, wobei viele der Disney-Figuren von ihren Originalsprechern gesprochen werden. Wayne Allwine, nach seinem Tod durch Bret Iwan ersetzt, Tony Anselmo und Bill Farmer sprachen Micky Maus, Donald Duck und Goofy. Sora wurde von Haley Joel Osment, Kairi von Hayden Panettiere und Riku von David Gallagher gesprochen. In den späteren Spielen übernahm Brittany Snow den Part von Naminé, Christopher Lee den von DiZ, Jesse McCartney den Part von Roxas und Ventus, Willa Holland den von Aqua und Jason Dohring den von Terra. Weitere nennenswerte Synchronsprecher sind Steve Burton, Mandy Moore, David Boreanaz, James Woods, Leonard Nimoy und Mark Hamill.
Bei den auf Deutsch erhältlichen Spielen wurden nur die beiden Hauptteile Kingdom Hearts und Kingdom Hearts II für die PlayStation 2 deutsch synchronisiert. Sora wurde von Constantin von Jascheroff, Kairi von Adak Azdasht, Riku von Wanja Gerick, Micky von Mario von Jascheroff, Donald von Anita Blanker/Heilker (Teil 1) und Peter Krause (Teil 2) und Goofy von Walter Alich gesprochen. In Teil 2 kamen weitere Figuren hinzu, in dem übernahm Anne Helm den Part von Naminé, Hans-Werner Bussinger den von DiZ und Nico Sablik den von Roxas. Die drei Protagonisten aus Birth by Sleep besitzen keine deutschen Synchronsprecher, denn alle übrigen Teile, inklusive der drei HD-Sammlungen, haben nur eine englische Synchronisation und deutsche Untertitel. Der dritte Hauptteil, Kingdom Hearts III, besitzt ebenfalls keine deutsche Sprachausgabe, da die Entwickler eine gleichzeitige globale Veröffentlichung des Spiels vorgesehen hatten und dies angesichts des Zeitaufwandes für zusätzliche Sprachaufnahmen nicht möglich gewesen wäre.

## Rezeption
Das Spiel wurde grundsätzlich positiv bewertet. Es wurde besonders für die gelungene Übernahme der Atmosphäre der Disney-Filme gelobt; was durch eine sorgfältige Animation und authentische Musik gelungen sei. Auch sei die visuelle Darbietung generell gut. Negativ fielen primär die während Kämpfen hektisch ausfallende Kameraführung und die deplatzierten Shoot-’em-up-Sequenzen auf. Auch befanden Kritiker die Kämpfe teilweise für monoton und langatmig.
Die im europäischen Raum vertriebene Version des Spiels wurde zusätzlich aufgrund mangelhafter PAL-Anpassungen kritisiert; so besitze das Bild unausgefüllte, schwarze Streifen am oberen und unteren Bildrand und wirke gestaucht.